# Ryder Cup 2018
Ryder Cup 2018 var den 42:a upplagan av matchspelstävlingen i golf som spelas mellan USA och Europa. 2018 års match spelades den 28 - 30 september på Le Golf National i Guyancourt, Île-de-France, Frankrike. Detta var andra gången som Ryder Cup spelades i kontinentala Europa, första gången var år 1997 på Real Club Valderrama i Spanien. USA var titelförsvarare efter att år 2016 ha vunnit på Hazeltine National Golf Club i Chaska, Minnesota, USA.

## Format
Tävlingen bestod av 28 matcher, fördelade på tre dagar (fredag - söndag) enligt följande:
- Dag 1 Fyra fyrboll-matcher på förmiddagen, följt av fyra foursome-matcher på eftermiddagen
- Dag 2 Fyra fyrboll-matcher på förmiddagen, följt av fyra foursome-matcher på eftermiddagen
- Dag 3 Tolv singelmatcher

En vunnen match ger 1 poäng, medan en oavgjord match ger ½ poäng. Laget som först når 14½ poäng har vunnit. Vid oavgjort 14-14 behåller regerande mästarna (US) trofén.

## Lagen
De båda lagen använde sig av olika poängsysten för att avgöra vilka 8 spelare som skulle bli direktkvalificerade till laget. Därutöver fick de båda kaptenerna, Thomas Bjørn och Jim Furyk, välja ytterligare fyra spelare var för att göra lagen kompletta.
| Europa Kapten: Thomas Bjørn    |               |
| Namn                           | Världsranking |
| Justin Rose                    | 2             |
| Francesco Molinari             | 5             |
| Rory McIlroy                   | 6             |
| Jon Rahm                       | 8             |
| Tommy Fleetwood                | 12            |
| Alex Norén                     | 18            |
| Paul Casey (kaptenens val)     | 21            |
| Henrik Stenson (kaptenens val) | 24            |
| Tyrrell Hatton                 | 26            |
| Sergio García (kaptenens val)  | 28            |
| Ian Poulter (kaptenens val)    | 34            |
| Thorbjørn Olesen               | 45            |

| USA Kapten: Jim Furyk             |               |
| Namn                              | Världsranking |
| Dustin Johnson                    | 1             |
| Brooks Koepka                     | 3             |
| Justin Thomas                     | 4             |
| Bryson DeChambeau (kaptenens val) | 7             |
| Rickie Fowler                     | 9             |
| Jordan Spieth                     | 10            |
| Tiger Woods (kaptenens val)       | 13            |
| Bubba Watson                      | 14            |
| Patrick Reed                      | 15            |
| Webb Simpson                      | 16            |
| Tony Finau (kaptenens val)        | 17            |
| Phil Mickelson (kaptenens val)    | 25            |

Spelarnas ranking per den 23 september 2018.

## Resultat

### Dag 1
| Fyrbollar                          | Fyrbollar | Fyrbollar | Fyrbollar | Fyrbollar                    |
| ---------------------------------- | --------- | --------- | --------- | ---------------------------- |
| Justin Rose Jon Rahm               |           |           | 1 upp     | Brooks Koepka Tony Finau     |
| Rory McIlroy Thorbjørn Olesen      |           |           | 4 & 2     | Dustin Johnson Rickie Fowler |
| Paul Casey Tyrrell Hatton          |           |           | 1 upp     | Justin Thomas Jordan Spieth  |
| Francesco Molinari Tommy Fleetwood | 3 & 1     |           |           | Patrick Reed Tiger Woods     |

| Foursomes                          | Foursomes | Foursomes | Foursomes | Foursomes                        |
| ---------------------------------- | --------- | --------- | --------- | -------------------------------- |
| Henrik Stenson Justin Rose         | 3 & 2     |           |           | Dustin Johnson Rickie Fowler     |
| Ian Poulter Rory McIlroy           | 4 & 2     |           |           | Bubba Watson Webb Simpson        |
| Sergio García Alex Norén           | 5 & 4     |           |           | Phil Mickelson Bryson DeChambeau |
| Francesco Molinari Tommy Fleetwood | 5 & 4     |           |           | Justin Thomas Jordan Spieth      |

| Efter första dagen: | \| Europa \| 5 \| 3 \| USA \| |   |     |
| Europa              | 5                             | 3 | USA |

### Dag 2
| Fyrbollar                          | Fyrbollar | Fyrbollar | Fyrbollar | Fyrbollar                    |
| ---------------------------------- | --------- | --------- | --------- | ---------------------------- |
| Sergio García Rory McIlroy         | 2 & 1     |           |           | Brooks Koepka Tony Finau     |
| Paul Casey Tyrrell Hatton          | 3 & 2     |           |           | Dustin Johnson Rickie Fowler |
| Francesco Molinari Tommy Fleetwood | 4 & 3     |           |           | Patrick Reed Tiger Woods     |
| Ian Poulter Jon Rahm               |           |           | 2 & 1     | Justin Thomas Jordan Spieth  |

| Foursomes                          | Foursomes | Foursomes | Foursomes | Foursomes                     |
| ---------------------------------- | --------- | --------- | --------- | ----------------------------- |
| Henrik Stenson Justin Rose         | 2 & 1     |           |           | Dustin Johnson Brooks Koepka  |
| Sergio García Alex Norén           |           |           | 3 & 2     | Bubba Watson Webb Simpson     |
| Francesco Molinari Tommy Fleetwood | 5 & 4     |           |           | Tiger Woods Bryson DeChambeau |
| Ian Poulter Rory McIlroy           |           |           | 4 & 3     | Justin Thomas Jordan Spieth   |

| Efter andra dagen: | \| Europa \| 10 \| 6 \| USA \| |   |     |
| Europa             | 10                             | 6 | USA |

### Dag 3
| Singlar            | Singlar | Singlar | Singlar | Singlar           |
| ------------------ | ------- | ------- | ------- | ----------------- |
| Rory McIlroy       |         |         | 1 upp   | Justin Thomas     |
| Paul Casey         |         | delad   |         | Brooks Koepka     |
| Justin Rose        |         |         | 3 & 2   | Webb Simpson      |
| Jon Rahm           | 2 & 1   |         |         | Tiger Woods       |
| Tommy Fleetwood    |         |         | 6 & 4   | Tony Finau        |
| Ian Poulter        | 2 upp   |         |         | Dustin Johnson    |
| Thorbjørn Olesen   | 5 & 4   |         |         | Jordan Spieth     |
| Sergio García      | 2 & 1   |         |         | Rickie Fowler     |
| Francesco Molinari | 4 & 2   |         |         | Phil Mickelson    |
| Tyrrell Hatton     |         |         | 3 & 2   | Patrick Reed      |
| Henrik Stenson     | 5 & 4   |         |         | Bubba Watson      |
| Alex Norén         | 1 upp   |         |         | Bryson DeChambeau |

| Slutställning: | \| Europa \| 17½ \| 10½ \| USA \| |     |     |
| Europa         | 17½                               | 10½ | USA |

## Notabla händelser
- Sergio Garcia blev alla tiders bäste poängplockare i Ryder Cup när han vann sin singelmatch mot Rickie Fowler. Han gick då upp på sammanlagt 25½ poäng, jämfört med den tidigare ledaren Nick Faldo med 25. [2]
- Francesco Molinari blev den förste spelaren från Europa att vinna 5 av 5 möjliga matcher.[3]. Även svenske Henrik Stenson hade ett hundraprocentigt facit, han spelade 3 matcher och vann alla 3.
- Det blev Francesco Molinari som säkrade segern för Europa. I sin match mot Phil Mickelson var Molinari 3 upp, med 3 hål kvar att spela. På det 16:e hålet (som Mickelson var tvungen att vinna för att hålla liv i matchen) slog Molinari sitt utslag säkert upp på greenen, medan Mickelsons utslag hamnade i vattnet. Mickelson tackade då för matchen direkt.